# Avalon Hill
Avalon Hill war ein US-amerikanischer Hersteller von Gesellschaftsspielen. Er war spezialisiert auf strategische Brettspiele, die Spiele Diplomacy, Civilization, Britannia, Dune, 1830, Up Front und Advanced Squad Leader gehören zu ihren bekanntesten Produkten. Der Firmenname existiert als Marke des Spielwarenherstellers Hasbro weiter.

## Geschichte
Gegründet wurde das Unternehmen 1958 von Charles S. Roberts, veranlasst durch den großen Erfolg seines Spiels Tactics. Mit diesem Spiel machte er einen neuen Typ von Brettspiel populär, das sich an kriegsähnlichen Szenarien und Strategien orientiert. Im Lauf der Jahre erfand Avalon Hill eine Reihe von Spielelementen, die heute in vielen Strategiespielen selbstverständlich sind. Beispiele dafür sind die Verwendung hexagonaler Gitter auf dem Spielbrett, das Ansammeln von Einheiten auf einem Feld, Auswirkungen des Geländetyps auf die Einheit, Truppenmoral oder der reale historische Hintergrund zu einem Brettspiel. Neben Strategiespielen machte sich Avalon Hill auch mit Sportspielen einen Namen.
Im Jahr 1962 wurde Avalon Hill aus finanziellen Gründen ein Tochterunternehmen von Monarch Avalon Printing, die Avalon Hill 36 Jahre lang betrieb. Zwischen 1964 und 1998 publizierte die Firma mit The General ein eigenes, alle zwei Monate erscheinendes Printmagazin, das die Brettspiele des Hauses vorstellte. 1976 übernahm Avalon Hill die Spielereihe von 3M und damit so erfolgreiche Titel wie zum Beispiel Acquire oder TwixT. Seit 1982 gehörten ehemalige Mitarbeiter von Simulations Publications unter dem Namen Victory Games zu Avalon Hill. Nach einigen finanziellen Fehlschlägen entschied Monarch 1998, die Tochtergesellschaft aufzugeben. Hasbro kaufte daraufhin die Rechte an den Spielen und an dem Namen Avalon Hill für 6 Millionen $. Da nur immaterielle Werte Teil des Kaufvertrags waren, wurden zu diesem Zeitpunkt sämtliche Angestellte der Firma entlassen. Hasbro gab eine Auswahl der früheren Spiele unter eigenem Namen neu heraus, andere wurden an weitere Unternehmen unterlizenziert. Wegen des hohen Bekanntheitsgrades der Marke wurden von Hasbro sogar einige Spiele unter dem Label Avalon Hill, als Brettspielsparte von Wizards of the Coast, neu herausgegeben oder die Herstellerbezeichnung bei schon bestehenden Hasbro-Spielen in Avalon Hill geändert, so etwa bei Axis & Allies.
Im Jahr 2004 wurde das mit einem Preis ausgezeichnete Brettspiel Betrayal at House on the Hill unter dem Verlagsnamen Avalon Hill veröffentlicht. Nach einigen weiteren Einzelveröffentlichungen konzentriert sich Avalon Hill/Hasbro in den letzten Jahren allein auf die Axis-and-Allies-Linie, andere Spielsysteme wurden schon seit mehreren Jahren nicht mehr entwickelt. Da Axis and Allies schon vorher zum Hasbro-Sortiment gehörte, kann der Verlag Avalon Hill heute als nicht mehr aktiv betrachtet werden, allein der Name erinnert an die alte Bedeutung.

## Computerspiele
Zwischen 1978 und 1997 veröffentlichte Avalon Hill Computerspiele für Heimcomputer sowie später für Windows- und Mac-Rechner, zunächst nur als Publisher. Zwischen 1982 und 1995 produzierte das Unternehmen auch eigene Spiele, wobei es sich zum Teil um Umsetzungen der hauseigenen Brettspiele handelte. Obwohl bereits Heimcomputer wie der TRS-80, die Atari-8bit-Rechner und der Commodore 64 den US-amerikanischen Markt beherrschten, kündigte Avalon Hill Mitte 1982 noch den Einstieg in den Markt für Spiele für die bereits veralteten Spielkonsolen Atari VCS und Mattel Intellivision an und veröffentlichte 1983 tatsächlich noch mindestens fünf Spiele für die VCS-Konsole.
| Spiel                                 | Jahr | Genre             | Entwickler             |
| ------------------------------------- | ---- | ----------------- | ---------------------- |
| B1 Nuclear Bomber                     | 1980 | Simulation        | Microcomputer Games    |
| Computer Acquire                      | 1980 | Strategie         | Microcomputer Games    |
| Planet Miners                         | 1980 | Strategie         | Microcomputer Games    |
| North Atlantic Convoy Raider          | 1980 | Strategie         | Microcomputer Games    |
| Nukewar                               | 1980 | Strategie         | Microcomputer Games    |
| Midway Campaign                       | 1980 | Strategie         | Microcomputer Games    |
| Conflict 2500                         | 1981 | Strategie         | Microcomputer Games    |
| Empire of the Over-Mind               | 1981 | Textadventure     | Microcomputer Games    |
| G.F.S. Sorceress                      | 1981 | Textadventure     | Microcomputer Games    |
| Galaxy                                | 1981 | Strategie         | Microcomputer Games    |
| Guns of Fort Defiance                 | 1981 | Strategie         | 4D Interactive Systems |
| Lords of Karma                        | 1981 | Textadventure     | Microcomputer Games    |
| Tanktics                              | 1981 | Strategie         | Microcomputer Games    |
| Voyager I: Sabotage of the Robot Ship | 1981 | Action            | Avalon Hill            |
| Andromeda Conquest                    | 1982 | Strategie         | Avalon Hill            |
| Computer Stocks & Bonds               | 1982 | Handelssimulation | Microcomputer Games    |
| Knockout                              | 1982 | Sportspiel        | Microcomputer Games    |
| Tactical Armor Command                | 1983 | Strategie         | Avalon Hill            |
| Ripper!                               | 1984 | Textadventure     | Avalon Hill            |
| Wooden Ships & Iron Men               | 1996 | Strategie         | Stanley Associates     |